# Richard Imbt
Richard Imbt (* 26. April 1900 in Kusel; † 10. Oktober 1987 in München) war ein deutscher Politiker (NSDAP).

## Leben
Imbt wuchs als Sohn des evangelischen Progymnasiumspedell Jakob Imbt auf. Er besuchte zunächst die Volksschule, danach das Gymnasium bis zur Mittleren Reife. Anschließend wurde er Beamtenanwärter bei der Stadtverwaltung Kusel. Von 1918 bis 1921 besuchte er die Bayerische Verwaltungsschule und legte 1921 seine Prüfung für den gehobenen mittleren Verwaltungsdienst an der Bayerischen Akademie für Verwaltungswissenschaft ab. Anschließend wurde er Stadtsekretär in Zweibrücken und anschließend Gemeindeobersekretär in Ixheim. Vom 8. März 1925 bis 1929 war er Leiter der NSDAP-Ortsgruppe Zweibrücken. Offiziell trat er der Partei zum 16. Januar 1926 bei (Mitgliedsnummer 28.438). Anschließend gründete er die Ortsgruppe Ixheim.
Ab März 1927 leitete er das Gauamt für Kommunalpolitik. 1928 kandidierte er in vier pfälzischen Wahlkreisen für die NSDAP bei der Landtagswahl.
Die Pfalz zählte damals noch zu Bayern; sie war von französischen Truppen besetzt.
Nach der Landtagswahl am 24. April 1932 wurde er Mitglied des Bayerischen Landtags (fünfte Wahlperiode).
Imbt wurde am 1. Mai 1933 Bürgermeister in Bad Dürkheim. Als Oberbürgermeister von Neustadt/Haardt und Gauamtsleiter der Gausiedlungsamtes Pfalz-Saar kandidierte Imbt auf dem Wahlvorschlag der NSDAP auf dem Listenplatz mit der Nummer 400 bei der Wahl zum Deutschen Reichstag am 29. März 1936, zog aber nicht in den nationalsozialistischen Reichstag ein. 1938 wurde er Oberbürgermeister von Kaiserslautern. Er veranlasste 1938 den Abriss der Synagoge Kaiserslautern.
Imbt war lange Jahre Kreisleiter von Kaiserslautern-Stadt. Von Mai bis Oktober 1940 war er Stadtkommissar von Metz.
In seiner Funktion als ernannter Präsident des Bezirksverbandstags Pfalz leitete er 1943 letztmals eine Sitzung dieses 1933 in puncto Mandatszahl erheblich reduzierten und 1937 von Wahlen auf Ernennung umgestellten Kommunalverbandsparlaments, das dann erst 1950 neu zusammengesetzt wieder zusammentrat.
Gegen Ende des Zweiten Weltkriegs floh er über Heidelberg nach Bayern, kehrte aber am 17. Mai 1945 nach Kaiserslautern zurück, wo er verhaftet wurde. Er wurde in Idar-Oberstein und später in Landau in der Pfalz interniert und am 16. April 1949 freigelassen. Er ließ sich in Kaiserslautern nieder. Im Entnazifizierungsverfahren wurde er als „Belasteter“ eingestuft. Er wurde daher mit halbierter Pension in den Ruhestand entlassen.
Imbt war Aufsichtsratsvorsitzender folgender Firmen:
- Elektrowerbung AG Ludwigshafen am Rhein
- Gasanstalt AG Kaiserslautern
- Gemeinnützige Baugesellschaft Kaiserslautern AG